# Heerenhof (Emmen)
Het Heerenhof is een Middeleeuwse mansus of hoeve in Emmen die inmiddels niet meer bestaat.
Het Heerenhof was zo belangrijk, omdat de oorkonde die Emmen als eerste noemt over de hoeve gaat. Het Heerenhof is door bisschop Andreas van Utrecht tot zijn eigendom gemaakt door het ruilen van kerkelijke inkomsten van de kerken van Vries, Anloo, Roderwolde, Eelde, Norg, Beilen en Roden. Het Heerenhof is hoogstwaarschijnlijk de aanleiding geweest tot de stichting van de dorpskern. Bij de hoeve werd een kerk gebouwd (op de plek van de huidige Grote Kerk) en dit alles trok mensen aan hier te gaan wonen. Wel moet gezegd worden dat Emmen al veel langer bewoning kent, maar de huidige dorpskern is begonnen met het Heerenhof.

## Functie
De functie van het Heerenhof was belastingkantoor, de bewoners van deze streek moesten hier een tiende van hun oogst naartoe brengen. De oogsten werden opgeslagen in een spieker die bij de hoeve stond. Het Heerenhof beschikte ook over een rekenkamer. De bisschop van Utrecht kwam een aantal keer per jaar naar het Heerenhof.

## Locatie
Het is niet zeker waar het gebouw heeft gestaan. Toch lijken opgravingen in 1847 het antwoord te geven op deze vraag. Als deze opgravingen inderdaad het Heerenhof hebben ontbloot, dan heeft het bij de klok van Zegering Hadders gestaan, dit is op het Marktplein. Het Heerenhof had, als we de opgravingen mogen geloven, een dubbele gracht. Voor de bouw van het Heerenhof moest waarschijnlijk een hunebed wijken, waarbij de stenen van het hunebed zijn gebruikt voor de bouw van het complex.

## Historie van het Heerenhof
Eerst werd de hoeve geëxploiteerd door ambtelijke graven. Deze graven gedroegen zich alsof ze meester over het gebied waren en gebruikten hierbij hun macht. Daarnaast werd de functie van vader op zoon doorgegeven. De bisschop besloot kerkelijke leiders de macht te geven. Hierdoor is Emmen zo'n vijfhonderd jaar door Utrechtse geestelijken bestuurd, de dagelijkse leiding was in handen van belastingambtenaren van de Hulsfoorde bij Dalen. Het Heerenhof werd gehuurd en het land in erfpacht genomen door twee hofmeiers. In de 14e eeuw kwam het beheer in handen van de Drentse drost-rentmeester. Andere bezittingen in de omgeving van het Heerenhof waren het Hemmingegoed in Weerdinge en het Benningegoed in Noordbarge die wel eeuwen later zijn gebouwd.